# Lista de capítulos de Eyeshield 21
O mangá Eyeshield 21 escrito por Riichiro Inagaki e ilustrado por Yusuke Murata, foi publicado pela editora Shueisha na revista Weekly Shōnen Jump. O primeiro capítulo de Eyeshield 21 foi publicado em julho de 2002 e a publicação encerrou em junho de 2009 no capítulo 333, contando com 37 volumes. Nesta página, os capítulos estão listados por volume, com seus respectivos títulos originais (volumes com seus títulos originais abaixo do traduzido e capítulos com seus títulos originais na coluna secundária).

## Volumes 1~12
| - 1. O Homem com as Pernas de Ouro - 2. A Barreira dos 5 Segundos - 3. Precisamos de 11 Jogadores! - 4. Vamos Matá-los!! - 5. O Herói Sempre Aparece na Hora H! - 6. Acabe com Eles Nesse Campo - 7. 11 espantalhos | - 1. 黄金の脚を持つ男 (Ōgon no Ashi o Motsu Otoko) - 2. 5秒の壁 (5 Byō no Kabe) - 3. 11人いる! （11 Nin Iru!) - 4. ぶっころす!! (Bukkorosu!!) - 5. ピンチにはヒーロー! (Pinchi ni wa Hīrō!!) - 6. フィールドをねじ伏せろ (Fīrudo o Nejifusero) - 7. 11 scarecrows |

| - 8. Aquilo que Segura em Suas Mãos - 9. O Mundo Regido Pela Força - 10. Um Herói Fajuto - 11. Guarda-costas por 0,5 Segundos - 12. Golpe de Sorte - 13. O Príncipe do Reino - 14. Mágico Demoníaco - 15. O Cavaleiro do Reino - 16. 2 Folhas de Papéis Velhos | - 8. その手に摑むもの (Sono Te ni Tsukamu Mono) - 9. パワーの世界 (Pawā no Sekai) - 10. インチキ・ヒーロー (Inchiki Hīrō) - 11. 0.5秒のボディガード (0.5 Byō no Bodigādo) - 12. ラッキーパンチ (Rakkī Panchi) - 13. 王国のプリンス (Ōkoku no Purinsu) - 14. DEVIL MAGICIAN - 15. 王国の騎士 (Ōkoku no Kishi) - 16. 紙クズ2枚 (Kami Kuzu 2 Mai) |

| - 17. Lutar para Vencer - 18. O Mundo da Velocidade da Luz - 19. O Começo da Derrota - 20. Epílogo do Prólogo - 21. Eles São os Deimon Devil Bats - 22. A Forma de um Herói - 23. O Sonho Após a Desilusão - 24. Camisa 80, o Especialista na Recepção - 25. Declaração de Guerra | - 17. 勝つための闘い (Katsu Tame no Tatakai) - 18. 光速の世界 (Kōsoku no Sekai) - 19. 挫折と始まり (Zasetsu to Hajimari) - 20. Epilogue of Prologue - 21. その名は泥門デビルバッツ (Sono na wa Deimon Debiru Battsu) - 22. ヒーローの形 (Hīrō no Katachi) - 23. 夢やぶれて夢 (Yume Yabure Te Yume) - 24. 背番号80キャッチの達人 (Sebangō 80 Kyacchi no Tatsujin) - 25. 宣戦布告 (Sensen Fukoku) |

| - 26. O Caso do Assassinato do Rice-kun - 27. O Motivo da Disputa - 28. O Macaco Herói - 29. Mau Contraq Mau - 30. O Homem que Amedrontei - 31. Festa do Donut - 32. A Torre Infernal - 33. A Torre Celestial - 34. Família, Família | - 26. ライス君殺人事件 (Raisu Kun Satsujin Jiken) - 27. 闘いの理由 (Tatakai no Riyū) - 28. ヒーローモンキー (Hīrō Monkī) - 29. 悪対悪 (Aku Tai Aku) - 30. ビビらした男 (Bibirashita Otoko) - 31. シュークリームパーティー (Shūkurīmu Pātī) - 32. HELL TOWER - 33. HEAVEN TOWER - 34. ファミリー・ファミリー (Famirī Famirī) |

| - 35. Cavaleiro vs Pistoleiro - 36. O Herói Deve Aprimorar Seus Fundamentos - 37. Capacidade para Ser Herói - 38. Verdadeiro Herói - 39. Espião 0021 - 40. Lutem, Linemans - 41. Poderoso - 42. As Pessoas Debocham Daqueles que Desafiam - 43. Força vs Técnica vs Força vs Técnica | - 35. 騎士vsガンマン (Kishi vs Ganman) - 36. ヒーローは基礎固め (Hīrō wa Kiso Katame) - 37. ヒーローの資格 (Hīrō no Shikaku) - 38. ホンモノ・ヒーロー (Honmono Hīrō) - 39. SPY0021 - 40. 闘えラインマン (Tatakae Rain Man) - 41. POWERFUL - 42. 小市民は挑戦者を笑う (Shōshimin wa Chōsensha o Warau) - 43. パワーvsテクニックvsパワーvsテクニック (Pawā vs Tekunikku vs Pawā vs Tekunikku) |

| - 44. Uma Grande Rebelião - 45. Pessoalzinho Persistente - 46. Um Triste Estilo Ofensivo - 47. O Deus da Recepção - 48. Voe Devil Bat - 49. O Rei Desafia Deus - 50. Os Monges Guerreiros - 51. A Mão Invisível de Deus - 52. O Que Vale Mesmo é a Verdadeira Habilidade | - 44. 大暴動 (Dai Bōdō) - 45. しつこい野郎共 (Shitsukoi Yarō Tomo) - 46. 哀しき攻撃型 (Kanashiki Ofenshibu Sutairu) - 47. キャッチの神様 (Kyacchi no Kamisama) - 48. 翔べデビルバット (Tobe Debiru Batto) - 49. 王は神へと挑む (Ō wa Kami e to Idomu) - 50. 仏門の戦士達 (Butsumon no Senshi-tachi) - 51. 神の見えざる手 (Kami no Miezaru Te) - 52. 実力だけがモノを言う (Jitsuryoku Dake ga Mono o Iu) |

| - 53. O Objetivo é Ser uma Estrela de Hollywood! - 54. Três em Um - 55. A Lenda das 60 Jardas - 56. Esse Homem é o Musashi - 57. Tudo Não Passou de Fogos de um Passado Longinquo - 58. Uma Pantera Preta - 59. Ônibus Espacial - 60. Uma Disputa que os Une - 61. Disputa Final - Japão x EUA | - 53. 目指せハリウッドスター! (Mezase Hariuddo Sutā!) - 54. 三位一体 (Sanmiittai) - 55. 60ヤードの伝説 (60 Yādo no Densetsu) - 56. その男ムサシ (Sono Otoko Musashi) - 57. 全て遠い日の花火だと (Subete Tōi Hi no Hanabi Dato) - 58. 黒い豹 (Kuroi Hyō) - 59. スペースシャトル (Supēsu Shatoru) - 60. 戦いの絆 (Tatakai no Kizuna) - 61. 日米決戦 (Nichibei Kessen) |

| - 62. Os Másculos da América - 63. Estrela Cadente 21 - 64. Porque o Guerreiro Almeja o Mais Forte - 65. Hiruma VS Apollo - 66. Planejando uma Grande Limpeza - 67. Se Há Algo que Desejam - 68. Abriram-se as Grades de Ferro - 69. Nascido para Correr - 70. A Realidade da Selva | - 62. マッスルTHEアメリカ (Massuru the Amerika) - 63. シューティングスター21 (Shūtingu Sutā 21) - 64. 戦士何故強者を望む (Senshi Naze Kyōsha o Nozomu) - 65. ヒル魔vsアポロ (Hiruma VS Aporo) - 66. 大掃除作戦 (Dai Sōji Sakusen) - 67. もし欲しいものがあるのなら (Moshi Hoshī Mono ga Aru no Nara) - 68. 鉄格子は開かれた (Tetsugōshi wa Hirakareta) - 69. natural born sprinter - 70. 野生の現実 (Yasei no Riaru) |

| - 71. Mentira! EUA? - 72. Céu ou Inferno? Os Treinos nos EUA!! - 73. Devil Gunmans, o Time Cheio de Estrelas - 74. O Super Pentágono - 75. Treinador Doburoku - 76. A Linha Divisória Para o Inferno - 77. Os Homens Apaixonados Pelo Inferno - 78. À Distante Las Vegas - 79. Avante, Devil Bats! | - 71. USO! USA? - 72. 天国or地獄?アメリカ合宿編!! (Tengoku or Jigoku? Amerika Gasshuku Hen!!) - 73. オールスターデビルガンマンズ (Ōrusutā Debiru Ganmanzu) - 74. 最強の五角形 (Saikyō no Pentagon) - 75. トレーナーどぶろく (Torēnā Doburuku) - 76. 地獄への境界線 (Jigoku e no Kyōkai-sen) - 77. 地獄に惚れた男達 (Jigoku ni Horeta Otoko-tachi) - 78. 遙かなるラスベガス (Harukanaru Rasu Begasu) - 79. 進めデビルバッツ軍! (Susume Debiru Battsu Gun!) |

| - 80. O Local Mais Alto do Japão - 81. Shin VS Panther - 82. À Procura de Companheiros - 83. Aquele que Protege e Aquele que é Protegido - 84. Primeiros Indícios do Ghost - 85. Pedras Brutas de Diamante - 86. Não Há Nenhum Perdedor Aqui - 87. Las Vegas, a Cidade da Luz - 88. 21 é Black Jack | - 80. 日本で一番高い場所 (Nippon de Ichiban Takai Basho) - 81. 進VSパンサー (Shin VS Pansā) - 82. 仲間を探して三千里 (Nakama o Sagashite Sanzenri) - 83. 守る者守られる者 (Mamoru Mono Mamora Zaru Mono) - 84. ゴーストの胎動 (Gōsuto no Taidō) - 85. ダイヤの原石たち (Daiya no Genseki-tachi) - 86. 負け犬はいるか (Makeinu wa Iru Ka) - 87. 光の街ラスベガス (Hikari no Machi Rasu Begasu) - 88. BLACK JACKは21 (Black Jack wa 21) |

| - 89. A Disputa Final é no Domingo - 90. O Atleta Atrasado - 91. Sonhar em Ser de Primeira Categoria - 92. O Passe 1 do Japão - 93. Unidos por Uma Promessa - 94. Começa a Grande Batalha - 95. O Dia Mais Azadaro do Deimon - 96. Explodam Seus Traseiros - 97. Um Grande Ator | - 89. 決戦は日曜日 (Kessen wa Nichiyōbi) - 90. 遅すぎたアスリート (Oso Sugita Asurīto) - 91. 一流の夢 (Ichiryū no Yume) - 92. 日本一のパス (Nipponichi no Pasu) - 93. 誓いの絆 (Chikai no Kizuna) - 94. 大戦開幕 (Taisen Kaimaku) - 95. 泥門、大凶の日 (Deimon, Daikyō no Hi) - 96. ケツの爆発 (Ketsu no Bakuhatsu) - 97. 千両役者 (Senryōyakusha) |

| - 98. Devil Bat Ghost - 99. A Vitória é o Prólogo de uma Tempestade - 100. Intervalo - Show de Tirinhas - 101. 99％ Idiota! - 102. Batalha Real - 103. A Restauração do Reinado - 104. Máximo Poder Demoníaco - 105. 1% de Força - 106. A Luta de um Grande Elefante Contra uma Formiga | - 98. デビルバットゴースト (Debiru Batto Gōsuto) - 99. 勝利は嵐の序曲 (Shōri wa Arashi no Jokyoku) - 100. ハーフタイム4コマショー (Hāfutaimu 4 Koma Shō) - 101. バカ99％! (Baka 99%!) - 102. BATTLE ROYALE - 103. 王国の復興 (Ōkoku no Fukkō) - 104. MAX DEVILPOWER - 105. 1％の力 (1% no Chikara) - 106. 巨像とアリの戦い (Kyozō to Ari no Tatakai) |

## Volumes 13~24
| - 107. Quem é o Verdadeiro? - 108. Um Corpo Verdadeiramente Forte - 109. A Picada - 110. Governo Tirano - 111. Os 8 Mais Fortes - 112. O Jogador de Futebol Americano dos Sonhos - 113. Soco - 114. Vai Nessa, Komusubi! - 115. Como os Fogos Rasteiros | - 107. 本物は誰だ (Honmono wa Dare da) - 108. 本物のボディ (Honmono no Bodi) - 109. STING - 110. 恐怖政治! (Kyōfu Seiji) - 111. 8強の世界 (8 Kyō no Sekai) - 112. 幻のアメリカンフットボーラー (Maboroshi no Amerikan Futtobōrā) - 113. 鉄拳 (Tekken) - 114. うっちゃれ小結関 (Ucchare Komusubi-seki) - 115. ねずみ花火のように (Nezumi Hanabi no Yōni) |

| - 116. Demônio VS o Deus dos Mares - 117. Gênio Evolucionário - 118. Orgulhar-se de Seu Próprio Sangue - 119. Baixinhos VS Gigantes - 120. Onda Gigante - 121. O Às Escondido - 122. Quem Dará a Última Cartada - 123. Daqui a Um Ano - 124. Nosso Nome é Poseidon | - 116. 悪魔VS海の神 (Akuma VS Umi no Kami) - 117. 進化の天才 (Shinka no Tensai) - 118. その誇り高き血を (Sono Hokori Takaki Chi o) - 119. チビVSデカ (Chibi VS Deka) - 120. HIGH WAVE - 121. 裏エースの男 (Ura Ēsu no Otoko) - 122. 終幕を下ろす者 (Shūmaku o Orosu Mono) - 123. そして一年後 (Soshite Ichi Nen Go) - 124. 我の名はポセイドン (Ware no Na wa Poseidon) |

| - 125. Disputa nas Casas Decimais - 126. Último Fogo de Artifício - 127. O 1 Principiante - 128. O Mestre da Velocidade - 129. Disputa Decisiva!! Festival Esportivo Deimon! - 130. Grande Disputa Decisiva!! Jogo de Montaria Algemados! - 131. Os Guerreiros Mais Fortes de Tóquio - 132. A Origem do Devil Bats - 133. A Esperança por um Milagre | - 125. 0コンマの決戦 (0 Konma no Kessen) - 126. 最後の花火 (Saigo no Hanabi) - 127. ルーキーエース (Rūkī Ēsu) - 128. MASTER OF QUICKNESS - 129. 決戦!!泥門体育祭! (Kessen!! Deimon Taīkusai!) - 130. 大決戦!!手錠騎馬戦! (Dai Kessen!! Tejō Gibasen!) - 131. 東京最強の戦士たち (Tōkyō Saikyō no Senshi-tachi) - 132. デビルバッツ創世記 (Debiru Battsu Sōseiki) - 133. 奇跡への希望 (Kiseki e no Kibō) |

| - 134. Jogo Montanha Russa) - 135. Um Pistoleiro Extremamente Veloz - 136. Trem de Ferro do Oeste - 137. A Contramedida é um Super-ataque - 138. 3 Disputas, 3 Barreiras - 139. O Pistoleiro Veloz e Inteligente - 140. Os Olhos de Quem Aguarda - 141. Só Fim de um Intervalo - 142. O Verdadeiro Deimon Devil Bats!! | - 134. ジェットコースターゲーム (Jetto Kōsutā Gēmu) - 135. 神速のガンマン (Shinsoku no Ganman) - 136. WESTERN IRON HORSE - 137. 対抗策は超攻撃 (Taikō Saku wa Chō Kōgeki) - 138. 3決戦3タテ (3 Kessen 3 Tate) - 139. RAPID FIRE BRAIN - 140. 待つことに賭けた目を (Matsukoto ni Kaketa Me o) - 141. タイムアウトの夜明け (Taimu Auto no Yoake) - 142. 真・泥門デビルバッツ!! (Shin Deimon Debiru Battsu!!) |

| - 143. Bala Laser Demoníaco - 144. O Grande Canhão do Devil Bats - 145. Aquele que Persegue e Aquele que é Perseguido - 146. Sede de Ser o Melhor - 147. A Última Armadilha e a Última Caçada - 148. A Colisão na Velocidade da Luz - 149. Uma Luta Primitiva - 150. A Queda Mais Rápida - 151. O Homem de Máscara | - 143. DEVIL LASER BULLET - 144. デビルバッツの大砲 (Debirubattsu no Taihō) - 145. 追う者、追われる者 (Ō Mono, Owareru Mono) - 146. 最強への渇き (Saikyō e no Kawaki) - 147. FINAL TRAP & FINAL HUNT - 148. 光速のクラッシュ (Kōsoku no Kurasshu) - 149. 原始の戦い (Genshi no Tatakai) - 150. 早すぎたダウン (Hayasugita Daun) - 151. 仮面の男 (Kamen no Otoko) |

| - 152. O Nº 1 de Olhos Vermelhos - 153. A Verdadeira Capacidade - 154. Sena Kobayakawa - 155. Os Jogadores de Futebol Americano - 156. O Mais Forte Time de Chutadores - 157. Teia das Aranhas - 158. O Ataque Invensível - 159. Hayato Akaba & Kotaro Sasaki - 160. Desafiando o Verdadeiro | - 152. 赤い瞳のエース (Akai Hitomi no Ēsu) - 153. 裸の実力 (Hadaka no Chikara) - 154. 小早川瀬那 (Kobayakawa Sena) - 155. アメリカンフットボーラー達 (Amerikan Futtobōrā-tachi) - 156. 最強のキックチーム (Saikyō no Kikku Chīmu) - 157. SPIDERS WEB - 158. 無敵の突撃 (Muteki no Totsugeki) - 159. 赤羽隼人＆佐々木コータロー (Akaba Hayato & Sasaki Kōtarō) - 160. 本物への挑戦状 (Honmono e no Chōsenjō) |

| - 161. Um Sopro de Vento Como o Corte de uma Espada - 162. Mais Rápido que Esse Vento - 163. "Eyeshield 21" - 164. VS o Melhor Jogador - 165. Na Direção em Que Aponta a Luz - 166. O Sucessor - 167. Epílogo da Fase em Tóquio - 168. Começa a Fase do Campeonato Nacional - 169. O Corpo Habitado por Deus | - 161. 太刀風一陣 (Tachikaze Ichijin) - 162. その風よりも疾く (Sono Kaze Yori Mo Toku) - 163. 「アイシールド21」 ("Aishīrudo 21") - 164. VSトッププレイヤー (VS Toppu Pureiyā) - 165. 光の射す方へ (Hikari no Sasu Hō e) - 166. 継ぐ者 (Tsugu Mono) - 167. Epilogue of Tokyo Stage - 168. 全国編スタート (Zenkoku-hen Sutāto) - 169. 神の棲む肉体 (Kami no Sumu Karada) |

| - 170. Entrevista 8 - 171. Fragmentos de um Sonho - 172. Dar o Máximo de Si - 173. Demônio VS Deus - 174. Dragão do Céu - 175. Dragão das Trevas - 176. Dragão Voador - 177. Um Impulso Fora do Comum - 178. Fim do Jogo | - 170. INTERVIEW 8 - 171. 夢のかけら (Yume no Kakera) - 172. 獅子博兎 (Shishi Hakuto) - 173. DEVIL VS GOD - 174. SKY DRAGON - 175. DARK DRAGON - 176. DRAGON FLY - 177. 神速のインパルス (Shinsoku no Inparusu) - 178. GAME OVER |

| - 179. Aquele que Acredita - 180. O 12º Atleta - 181. A Espada de um Homem Comum - 182. Hiruma VS Irmãos Kongou - 183. Instinto - 184. Somos em 11!! - 185. Agon e Unsui - 186. O Ponto Decisivo é 21 - 187. Ave Maria | - 179. 信ずるもの (Shinzuru Mono) - 180. 12人目のアスリート (12 Nin Me no Asurīto) - 181. 凡才の刃 (Bonsai no Yaiba) - 182. ヒル魔VS金剛兄弟 (Hiruma VS Kongō Kyōdai) - 183. 本能 (Honnō) - 184. 11人居る!! (11 Nin Iru!!) - 185. 阿含と雲水 (Agon to Unsui) - 186. 決勝点は21 (Kesshō Ten wa 21) - 187. アヴェ・マリア (Abe Maria) |

| - 188. O Momento da Disputa Decisiva no Ar - 189. Aquele que se Diz o Nº 1 - 190. O Homem que Não Pode Ser Ignorado - 191. Destruidor - 192. Sem Intervalo - 193. Mágico Controlador do Tempo - 194. In Motion do Jogador Inesperado - 195. Deus da Morte - 196. O Milagre Dentro das Mãos | - 188. 刹那空中決戦 (Setsuna Kūchū Kessen) - 189. No.1を哮る者 (No. 1 o Takeru Mono) - 190. 無視できない男 (Mushi Dekinai Otoko) - 191. DESTROYER - 192. TIMEOUT 0 - 193. TIME CONTROL MAGICIAN - 194. 伏兵のインモーション (Fukuhei no In Mōshon) - 195. 死神 (Shinigami) - 196. 奇跡はその手の中に (Kiseki wa Sono Te no Naka ni) |

| - 197. 0,1 Segundo - 198. Um Huddle Sem Resposta - 199. Jogador - 200. Verdadeiro Monstro - 201. Civilização da Antiguidade VS Ser da Antiguidade - 202. Tiranossauro - 203. Ataque Tridente - 204. E Vamos à Disputa Decisiva - 205. Um Dia de Descanso dos Guerreiros | - 197. 0.1秒 (0.1 Byō) - 198. 答無きハドル (Kotae Naki Hadoru) - 199. GAMBLER - 200. REAL MONSTER - 201. 古代文明VS古代生物 (Kodai Bunmei VS Kodai Seibutsu) - 202. TYRANNOSAURUS - 203. TRIDENT TACKLE - 204. そして決戦へ (Soshite Kessen e) - 205. 戦士の安息日 (Senshi no Ansokubi) |

| - 206. A Nova Era do Reino - 207. Aquele que Busca Ser o Nº 1 - 208. Tempestade - 209. A Última Cerimônia - 210. A Fanfarra do Início do Torneio - 211. Prison Chain Irritado - 212. Risco 100% - 213. Um Forte Invensível - 214. O Mundo dos 3 | - 206. 王国の新世紀 (Ōkoku no Shin Seiki) - 207. No.1を狙う者 (No. 1 o Nerau Mono) - 208. 嵐 (Arashi) - 209. 最後のセレモニー (Saigo no Seremonī) - 210. 開戦のファンファーレ (Kaisen no Fanfāre) - 211. 怒りのプリズンチェーン (Ikari no Purizunchēn) - 212. RISK100% - 213. 無敵城塞 (Muteki Jōsai) - 214. 3人の世界 (3 Nin no Sekai) |

## Volumes 25~37
| - 215. Balista - 216. O Topo do Everest - 217. Jogador Perfeito - 218. Seijuro Shin - 219. Uma Carta Secreta - 220. Luta em Terra Cheia de Lama - 221. VS Cavaleiros Incomparáveis - 222. 20 Minutos - 223. Colisão | - 215. BALLISTA - 216. 最頂のエベレスト (Saichō no Eberesuto) - 217. PERFECT PLAYER - 218. 進清十郎 (Shin Seijūrō) - 219. 切り札1枚 (Kirifuda 1 Mai) - 220. 泥まみれの地上戦 (Doromamire no Chijōsen) - 221. VS無双騎士団 (VS Musō Kishi Dan) - 222. 20MINUTES - 223. ガチ (Gachi) |

| - 224. Colisão Louca - 225. O Terceiro Olho - 226. Fogo de Arranque - 227. Jogo de Equipe - 228. Os Dois Jogadores Principais - 229. Luta Com a Bola - 230. Aquilo que Segura em Suas Mãos - 231. A Carta da Morte - 232. O Jogo da Morte | - 224. CRAZY CRASHER - 225. 第三の目 (Daisan no Me) - 226. FIRE STARTER - 227. タッグマッチ (Taggu Macchi) - 228. 二人のエース (Futari no Ēsu) - 229. 格闘球技 (Kakutō Kyūgi) - 230. その手に掴む者 (Sono Te ni Tsukamu Mono) - 231. DEATH CARD - 232. DEATH GAME |

| - 233. Chegando ao Limite - 234. A Disputa é em Meio à Garoa - 235. As Asas do Demônio - 236. Obstinação - 237. Guerra Santa - 238. Um Monólogo Momentâneo - 239. Seijuro Shin VS Sena Kobayakawa - 240. Mesmo em Dias de Chuva ou Dias de Sol - 241. Um Buquê de Flores a Todos os Adversários | - 233. LIMIT BREAK - 234. 勝負は霧の中に (Shōbu wa Kiri no Naka Ni) - 235. 悪魔の両翼 (Akuma no Ryōyoku) - 236. 執念一つ (Shūnen Hitotsu) - 237. 聖戦 (Seisen) - 238. 刹那のモノローグ (Setsuna no Monorōgu) - 239. 進清十郎VS小早川瀬那 (Shin Seijūrō VS Kobayakawa Sena) - 240. 雨の日も晴れの日も (Ame no Hi mo Hare no Hi mo) - 241. 全ての敵に花束を (Subete no Teki ni Hanataba o) |

| - 242. Feras que Devoram a Vitória - 243. Uma Fera Selvagem Realmente Bela - 244. Faminto - 245. Um Único Sonho - 246. Gravar os Honrados Nomes na Lápide - 247. A Disputa Decisiva no Estádio de Tóquio - 248. Yoichi Hiruma (Início) - 249. Yoichi Hiruma (Meio) - 250. Yoichi Hiruma (Fim) | - 242. 勝利を食らう獣たち (Shōri o Kurau Kemono-tachi) - 243. 実に美しき野獣よ (Ge ni Utsukushiki Yajū Yo) - 244. HUNGRY - 245. 夢ひとひら (Yume Hitohira) - 246. 墓標に誉れ高き名を (Bohyō ni Homare Takaki Na o) - 247. 決戦の東京ドーム (Kessen no Tōkyō Dōmu) - 248. 蛭魔妖一〔上〕 (Hiruma Yoichi ‹Jō›) - 249. 蛭魔妖一〔中〕 (Hiruma Yoichi ‹Chū›) - 250. 蛭魔妖一〔下〕 (Hiruma Yoichi ‹Shita›) |

| - 251. As Regras no Campo de Batalha - 252. Final - 253. O Guerreiro Vai Sozinho ao Campo de Batalha - 254. Braço Direito & Braço Esquerdo - 255. Pterossauro - 256. Um Caçador Astuto - 257. Hiruma VS Marco - 258. Luz do Sonho - 259. O Segundo Quarterback | - 251. 戦場のルール (Senjō no Rūru) - 252. 決勝 (Fainaru) - 253. 戦士は独り戦場へ (Senshi wa Hitori Senjō e) - 254. 右腕＆左腕 (Migi Ude & Hidari Ude) - 255. 翼竜プテラノドン (Yokuryū Puteranodon) - 256. 狡猾なるハンター (Kōkatsu Naru Hantā) - 257. ヒル魔VSマルコ (Hiruma VS Maruko) - 258. 夢の灯 (Yume no Akari) - 259. 二代目のクォーターバック (Nidaime no Kuōtābakku) |

| - 260. Novato - 261. Crentes - 262. Isto é Futebol Americano - 263. Morto-vivo - 264. Morto - 265. Estátua do Demônio - 266. Apostando a Vida em um Passe Longo - 267. Marreta - 268. Esse Homem só Olha para o Topo | - 260. ルーキー (Rūkī) - 261. 盲信者たち (Mōshinsha-tachi) - 262. THIS IS AMERICAN FOOTBALL - 263. UN-DEAD - 264. 死者 (Deddo Man) - 265. 悪魔の石像 (Akuma no Sekizō) - 266. 命のロングパス (Inochi no Rongu Pasu) - 267. 鉄槌 (Tettsui) - 268. その男はただ頂上だけを見て (Sono Otoko wa Tada Itadau Dake o Mite) |

| - 269. O Guardião Mais Forte - 270. Dragão Demoníaco - 271. Alma de um Corredor - 272. Ganhar. - 273. E o Vencedor é... - 274. MVP - 275. O Quarterback do Mais Forte dos Impérios - 276. Tour de Estudo da Academia Teikoku! - 277. Todas as Estrelas | - 269. 最強の守護獣 (Saikyō no Gādian) - 270. DEVIL DRAGON - 271. RUNNER'S SOUL - 272. 勝て。 (Kate.) - 273. AND THE WINNER IS・・・ - 274. MVP - 275. 最強帝国のクォーターバック (Saikyō Teikoku no Kuōtābakku) - 276. 帝黒学園見学ツアー! (Teikoku Gakuen Kengaku Tsuā!) - 277. オールスター (Ōru Sutā) |

| - 278. O Melhor Treinador Presonal - 279. A Melhor Luva do Mundo - 280. Gênio Natural - 281. Torneio de Natal - 282. Espírito de Todas as Estrelas - 283. A Previsão Certa - 284. Parentes do Homem do Céu - 285. Karin Koizumi - 286. Corrida VS Corrida | - 278. 最高のマンツーマンコーチ (Saikō no Mantsūman Kōchi) - 279. 世界一のグローブ (Sekaīchi no Gurōbu) - 280. 天賦の才 (Tenpu no Sai) - 281. Xmas BOWL - 282. ALLSTARS SPIRITS - 283. 絶対予告 (Zettai Yokoku) - 284. 天空人の血族 (Tenkūbito no Ketsuzoku) - 285. 小泉香燐 (Koizumi Karin) - 286. RUN VS RUN |

| - 287. O Dever do Imperador - 288. Chris Cross - 289. Concurso de Batalhas Aéreas - 290. A Carta Real de Darrell - 291. O Último Huddle - 292. Carta Nº 21 - 293. X8 - 294. A Bola Está Viva - 295. O Erro do Demônio | - 287. 帝王のチャージ (Shīzāzu no Chāji) - 288. CHRIS CROSS - 289. 空中戦はにらめっこ (Kūchū Sen wa Niramekko) - 290. ダレル・ロイヤルの手紙 (Dareru Roiyaru no Tegami) - 291. 最後のハドル (Saigo no Hadoru) - 292. CARD No.21 - 293. X8 - 294. ボールは生きている (Bōru wa Ikiteiru) - 295. 悪魔のミス (Akuma no Misu) |

| - 296. Caminho da Nova Dimensão - 297. De Volta, Para Trás Demônios - 298. O Cérebro Estúpido - 299. O Mais Fraco dos Colegas de Equipe - 300. O Desfile de Trunfo Imperial - 301. Corra - 302. Ouça o Suspiro da Bola - 303. O Último dos Deimon Devil Bats - 304. Final - 305. Eu Sou um Jogador de Futebol Americano | - 296. 新次元の道 (Shin Jigen no Michi) - 297. 背中合わせの悪魔たち (Senakāwase no Akuma-tachi) - 298. バカに頭脳 (Baka Ni Zunō) - 299. 最弱のチームメイト (Saijaku no Chīmumeito) - 300. 帝国凱旋パレード (Teikoku Gaisen Parēdo) - 301. 走 (Ran) - 302. ボールの吐息を聴け (Bōru no Toiki o Kike) - 303. THE LAST OF THE DEIMON DEVIL BATS - 304. FINALE - 305. I AM AN AMERICAN FOOTBALLER |

| - 306. Copa do Mundo - 307. O Grande Encontro!! - 308. Time Japão - 309. O Mundo é Meu - 310. Japão VS Rússia - 311. Brilhe, Novato - 312. Rumo à Nova Geração - 313. Ambição - 314. Eu Amo Futebol Americano - 315. Pentagrama | - 306. WORLD CUP - 307. 大集結せよ!! (Dai Shūketsu Seyo!!) - 308. TEAM JAPAN - 309. THE WORLD IS MINE - 310. JAPAN VS RUSSIA - 311. 燃えよルーキー (Moeyo Rūkī) - 312. 新世代へ (Shin Sedai e) - 313. 野心 (Yashin) - 314. I LOVE AMERICAN FOOTBALL - 315. 五芒の星 (Gobō no Hoshi) |

| - 316. O Caminho do Imperador - 317. Cartas na Mesa - 318. Contagem Regressiva 13 - 319. Estados Unidos da América - 320. O País do Mérito - 321. Eu Sou o Nº 1 - 322. Sena VS Panther - 323. Dois Áses Corredores - 324. Poesia da Ressureição | - 316. 帝王学 (Teiō Gaku) - 317. 配られたカードは (Kubara Reta Kādo wa) - 318. COUNTDOWN 13 - 319. UNITED STATES OF AMERICA - 320. 実力の国 (Chikara no Kuni) - 321. I am No.1 - 322. SENA VS PANTHER - 323. Wエースランナー (Daburu Ēsu Rannā) - 324. 復活の詩 (Fukkatsu no Uta) |

| - 325. Dois Demônios - 326. Aula de Como Usar Suas Cartas por Yoichi Hiruma e D. Clifford - 327. Enquanto Houver um Caminho - 328. Partida em Dupla - 329. A Estrela Entre os Lixos - 330. Os Olhos de um Macho - 331. O Meu Sonho - 332. Você Quer Beijar Sua Irmã? - 333. Começa o Set, Hut | - 325. Double Devil - 326. ヒル魔妖一とクリフォード・D・ルイスのカード捌き講座 (Hiruma Yōichi to Kurifōdo Di Ruisu no Kādo Sabaki Kōza) - 327. 途があるならば (Toga Aru Naraba) - 328. TAG MATCH - 329. 屑星一つ (Kuzu Boshi Hitotsu) - 330. 雄の眼 (Osu no Manazashi) - 331. 僕の夢は (Boku no Yume wa) - 332. Do you want to kiss your sister? - 333. READY SET HUT |